# Tous des magiciens
Tous des magiciens (titre original : Too Many Magicians) est un roman de science-fiction de l'écrivain américain Randall Garrett, publié en 1966.

## Description
Too Many Magicians est un roman de Randall Garrett, un auteur américain de science-fiction. Ce roman, qui fait partie d'une série d'histoires mettant en scène le personnage Lord Darcy, a été publié pour la première fois dans  Analog Science Fiction en 1966, puis en livre, la même année chez Doubleday. Elle a ensuite été réunie avec Murder and Magic (1979) et Lord Darcy Investigates (1981) dans le recueil Lord Darcy (1983, augmenté en 2002). Le roman a été nommé pour le prix Hugo du meilleur roman en 1967.
Le personnage de Lord Darcy apparaît également dans plusieurs autres romans et nouvelles de Garrett, mais il s'agit de sa seule histoire dimpliquant Lord Darcy sous forme de roman. Michael Kurland a écrit deux autres romans se déroulant dans l'univers de Lord Darcy.

## Trame
Le roman se déroule en 1966. Cependant, il se déroule à diverses époques historiques. Les rois Plantagenêt ont survécu et gouvernent un grand empire anglo-français. Vers l'an 1300, les lois de la magie ont été découvertes et la science magique s'est développée. La société ressemble au début de l'époque victorienne.
Le livre utilise les conventions du roman policier. Le protagoniste est Lord Darcy, enquêteur en chef pour le duc de Normandie. Cette figure semblable à Sherlock Holmes est assistée par Master Sean O'Lochlainn, un sorcier médico-légal.
Le roman est un mystère en chambre close, qui se déroule lors d'une convention de sorciers. Garrett aime les jeux de mots. Des personnages analogues de Nero Wolfe, Archie Goodwin, James Bond et Gandalf le Gris apparaissent.

## References
- (en) Cet article est partiellement ou en totalité issu de l’article de Wikipédia en anglais intitulé « Too Many Magicians » (voir la liste des auteurs).
- R. Garrett, Lord Darcy: A Three-in-one Anthology, New York, Nelson Doubleday, 1997.